# 汉沽飞镲
汉沽飞镲为天津沿海渔村民间的一种集音乐、舞蹈、武术为一体的艺术形式。现为天津市第二批国家级非物质文化遗产扩展项目。

## 历史
汉沽飞镲创立于清朝光绪初年，是天津沿海一带民间养船人家出海作业，渔业丰收、捕捞归来等喜庆活动时的庆祝方式，也有酬神的作用。目前，长芦盐场、杨家泊镇、河西街等还保留有自发组织的飞镲队。

## 技法和乐器
- 技法：“淴镲”、“镲缕”、“掏镲”、“怀镲”、“分镲”等。
- 乐器：四对镲，一面大鼓，两面大铙。